# Lag om skydd för vapen och vissa andra officiella beteckningar
Lag om skydd för vapen och vissa andra officiella beteckningar (SFS 1970:498), även känd som Vapenskyddslagen, är en svensk lag som kompletterar bland annat upphovsrättslagen och lagen om Sveriges riksvapen vad avser olika symboler som staten, internationella organisationer, kommuner med flera använder. Av lagen framgår bland annat att användning av offentliga officiella symboler, exempelvis kommunvapen, i allmänhet är förbjuden om användningen sker i näringsverksamhet. Lagen utfärdades 29 juni 1970.